# Sophie Skelton
Sophie Alexandra Skelton (Woodford, Inglaterra, 7 de marzo de 1994) es una actriz británica.

## Biografía
Es hija de Simon y Ruth Skelton, y tiene dos hermanos menores: Sam y Roger Skelton.

## Carrera
En 2013 apareció por primera vez como invitada en la novena temporada de la serie Waterloo Road donde dio vida a Eve Boston, la hija de la maestra Nikki Boston (Heather Peace) y Stuart Cooper, hasta 2014.
En 2015 apareció como invitada en la serie médica Doctors, donde interpretó a Ellen Singleton en el episodio "Revenge", anteriormente había aparecido por primera vez en la serie en el 2013 donde dio vida a Yasmin Carish en "The Lean".
El 9 de julio de 2016 se unió al elenco principal de la segunda temporada de la serie Outlander, donde interpreta a Brianna "Bree" Randall Mackenzie Fraser, la hija de Claire Beauchamp (Caitriona Balfe) y Jamie Fraser (Sam Heughan), e interés romántico de Roger Wakefield (Richard Rankin), hasta ahora.

## Filmografía

### Series de televisión
| Año             | Título             | Personaje              | Notas               |
| --------------- | ------------------ | ---------------------- | ------------------- |
| 2016 - presente | Outlander          | Brianna Randall Fraser | 27 episodios        |
| 2016            | Ren                | Ren                    | 5 episodios         |
| 2015            | Casualty           | Gemma Holt             | 2 episodios         |
| 2015            | So Awkward         | Sofia Matthews         | 13 episodios        |
| 2015            | Foyle's War        | Jane, estudiante       | episodio "Trespass" |
| 2015            | Doctors            | Ellen Singleton        | episodio "Revenge"  |
| 2013 - 2014     | Waterloo Road      | Eve Boston             | 4 episodios         |
| 2013            | The Dumping Ground | Esme Vasquez-Jones     | episodio "Esme"     |
| 2012            | DCI Banks          | Becca Smith            | 2 episodios         |

### Películas
| Año  | Título                     | Personaje    | Notas                                                                                       |
| ---- | -------------------------- | ------------ | ------------------------------------------------------------------------------------------- |
| 2018 | Day of the Dead: Bloodline | Zoe Parker   | junto a Jeff Gum, Johnathon Schaech, Marcus Vanco, Mark Rhino Smith y Lorina Kamburova      |
| 2018 | #211                       | Lisa MacAvoy |                                                                                             |
| 2017 | Another Mother's Son       | Jess         | junto a Jenny Seagrove, John Hannah, Julian Kostov, Amanda Abbington y Ronan Keating        |
| 2016 | Blackbird                  | Rose         | corto - junto a Tim Fellingham                                                              |
| 2014 | The War I Knew             | Margaret     | junto a Paul Harrison, Guy Wills, Adam Woodward, James Boyland, Richard Dobson y Sean Croke |

### Teatro
| Año  | Obra                | Personaje | Notas                                                                                |
| ---- | ------------------- | --------- | ------------------------------------------------------------------------------------ |
| 2009 | Les Miserables      | Eponine   | junto a Michael Cotton, Sean Gonet, Lauren James Ray y Keith Higham                  |
| 2008 | Fiddler on the Roof | Hodel     | junto a Graham Hoadly, Juliet Alderdice, Sean Gonet, Tommy Sherlock y David McMullan |
| -    | West Side Story     | -         | -                                                                                    |

## Premios y nominaciones
| Año  | Categoría            | Premio                              | Serie | Resultado |
| ---- | -------------------- | ----------------------------------- | ----- | --------- |
| 2016 | Best Leading Actress | Hyperdrive Festival Award           | Ren   | Ganó      |
| 2016 | Best Actress         | Jury Award                          | Ren   | Nominada  |
| 2016 | Best Actress         | International Online Web Fest Award | Ren   | Nominada  |